# 西温庄乡
西温庄乡，是中华人民共和国山西省太原市小店区下辖的一个乡。

## 行政区划
西温庄乡下辖以下地区：
武宿社区、西拈社区、西贾社区、横河社区、寺庄村、北王名村、南王名村、东温庄村、西温庄村、田庄村、高中村、后所营村和薛店村。